# Tranzscheliella amplexa
Tranzscheliella amplexa är en svampart som först beskrevs av Hans Sydow, och fick sitt nu gällande namn av Vánky 2004. Tranzscheliella amplexa ingår i släktet Tranzscheliella och familjen Ustilaginaceae.   Inga underarter finns listade i Catalogue of Life.